# Roter Zahntrost
Der Rote Zahntrost (Odontites vulgaris Moench) gehört zur Gattung der Zahntroste (Odontites) in der Familie der Sommerwurzgewächse (Orobanchaceae). Andere deutsche Namen sind Später Roter Zahntrost, Herbst-Zahntrost und Roter Augentrost.

## Beschreibung
Dieser Halbschmarotzer (Halbparasit) ist eine einjährige krautige Pflanze, die Wuchshöhen von 20 bis 60 cm erreicht und überall weißlich behaart ist. Der Stängel ist aufrecht, symmetrisch verzweigt, schwach vierkantig. Die gegenständigen, stiellosen Laubblätter sind lanzettlich, 1 bis 4,5 cm lang, 0,3 bis 1 cm breit und mit wenigen groben Zähnen versehen.
Die zygomorphen, rötlichen Blüten sind in einer einseitigen Traube jeweils einzeln in den Blattachseln angeordnet. Sie haben einen kurzen (etwa 2 mm) langen Stiel und sind gesamt etwa 10 bis 12 mm lang. Der Kelch ist glockenförmig, die obere Lippe ist helmförmig geformt, deutlich länger als die untere deutlich dreigeteilte. Blütezeit ist Juli–September. Es werden längliche Kapselfrüchte gebildet, die 4 bis 7 mm lang sind. Die ellipsoiden Samen sind 1,5 mm lang.

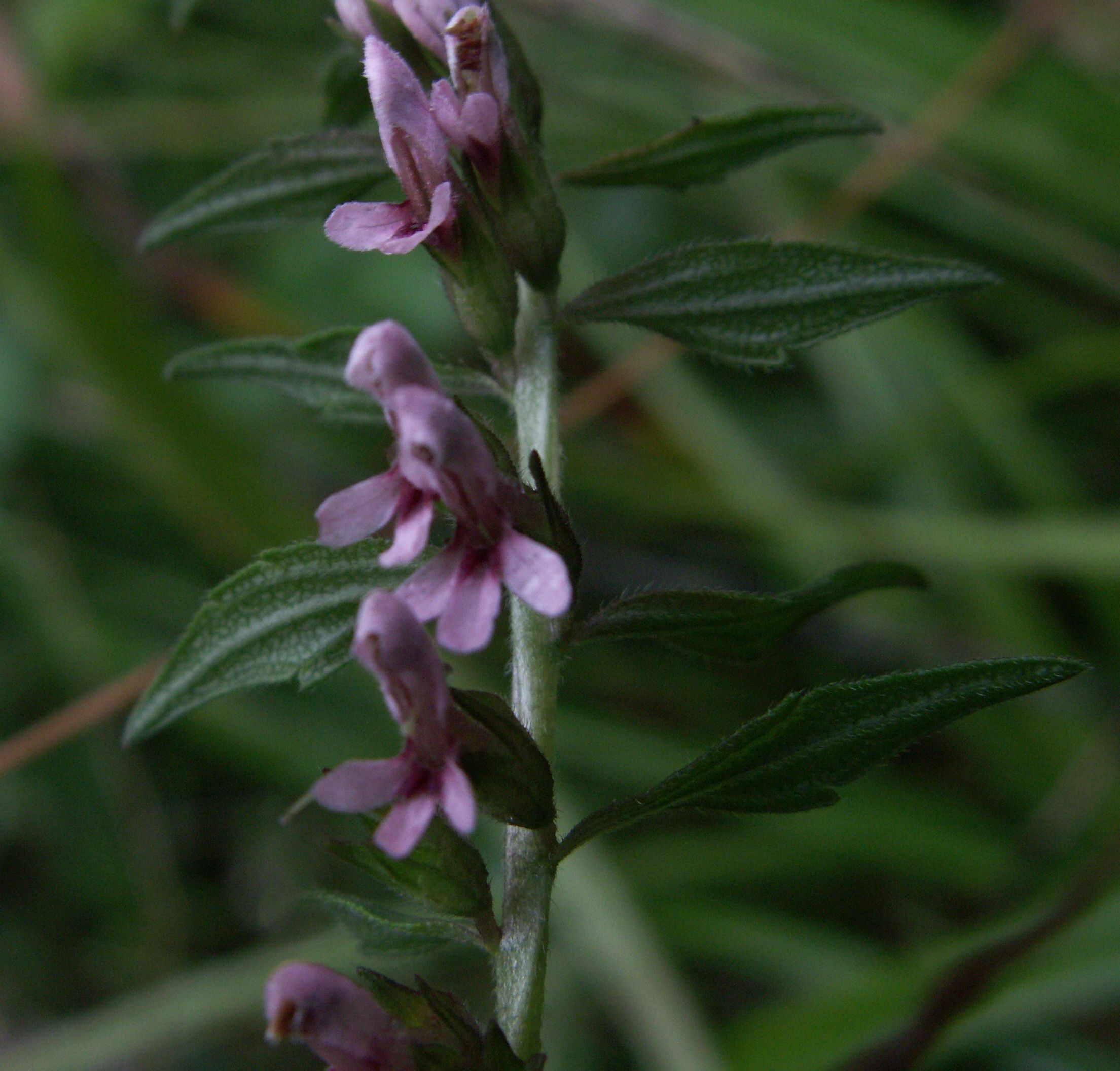
Teil eines Blütenstands

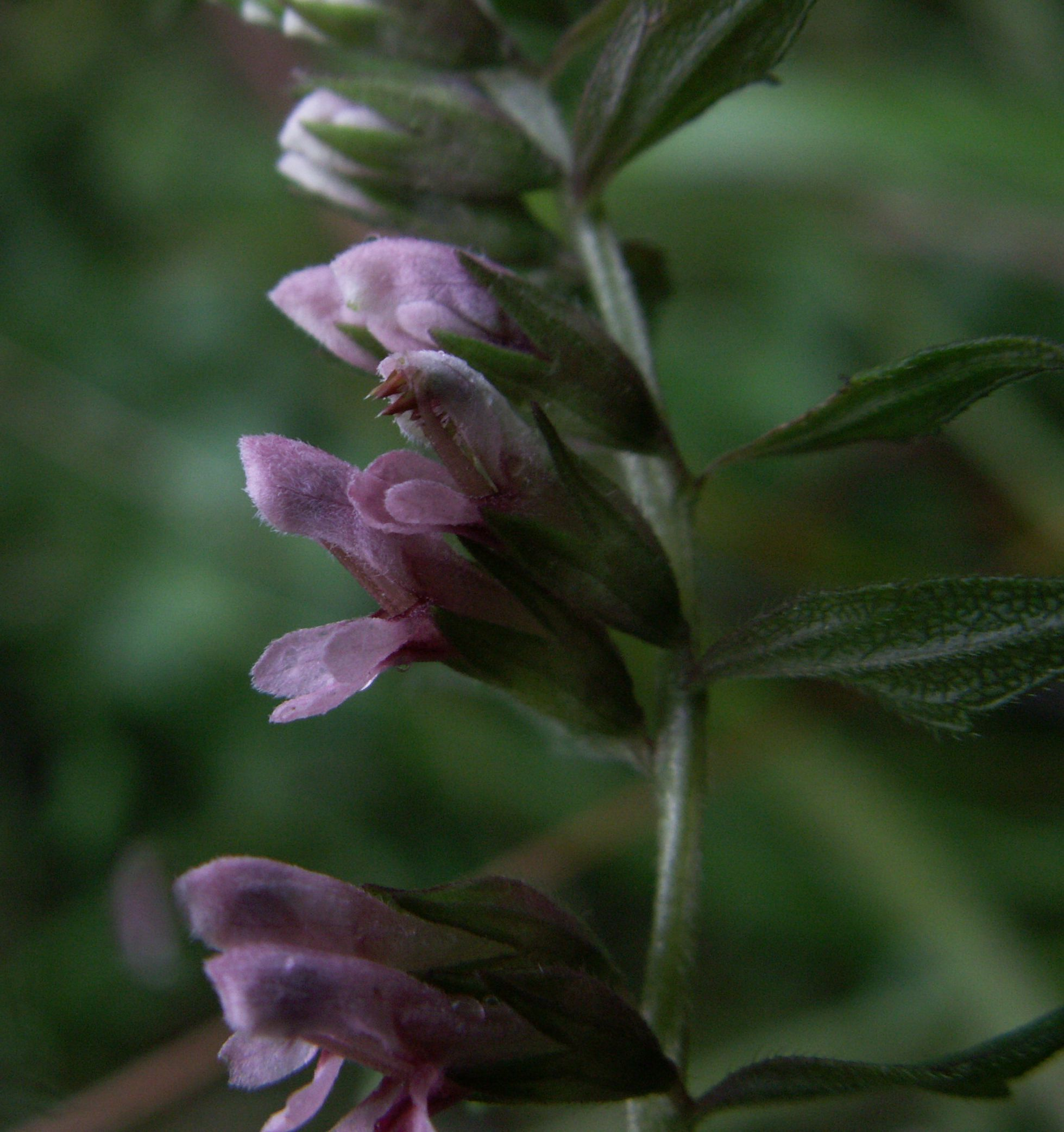
Blüten im Profil

Die Chromosomenzahl beträgt 2n = 20.

## Ökologie
Der Rote Zahntrost ist ein einjähriger Halbschmarotzer, der mit Saugorganen, sogenannten Haustorien, in die Wurzeln der Wirtspflanzen eindringt und ihnen Nährstoffe entzieht. Zu seinem Wirtsspektrum zählen hauptsächlich Gräser, in Deutschland häufig die Quecke. Die Samen keimen nur im Einflussbereich des Wirtes und die Pflanze zeigt Saisondimorphismus.
Die Blüten sind streng vorweibliche „Rachenblumen mit Streueinrichtung“. Bestäuber sind Bienenverwandte, daneben erfolgt spontane Selbstbestäubung. Blütezeit ist von Juli bis September. Wegen dieser relativ späten Blütezeit ist die Art bedeutsam für Wildbienen; so ist z. B. die spät fliegende Zahntrost-Sägehornbiene (Melitta tricincta) auf Odontites-Arten spezialisiert.
Die Früchte sind Streukapseln, die sich bei Trockenheit öffnen und als Windstreuer wirken. Daneben erfolgt Zufallsausbreiten z. B. durch Enten und Wachteln. Die Samen sind mit einer Länge von 1,7 mm relativ groß. Fruchtreife ist ab Juli.

## Verbreitung und Standort
Diese Pflanzenart ist eurasisch verbreitet: (Europa, Kasachstan, Kirgisistan, Mongolei, Russland, Tadschikistan, Usbekistan, Afghanistan, Kaschmir, China). Sie wächst bevorzugt auf Frischwiesen und -weiden, die auch zeitweilig überflutet werden können, auf Kriech- und Trittrasen, an Wasserläufen und Wegrändern, aber nicht in Äckern. Daneben kommt Roter Zahntrost auch in Salzpflanzenfluren vor.
Sie ist eine Charakterart des Verbands der Fettweiden (Cynosurion), kommt aber auch in Gesellschaften des Verbands Agropyro-Rumicion vor. In den Allgäuer Alpen steigt sie in Bayern zwischen Oberjoch und der Grenze bis zu einer Höhenlage von 1100 Metern auf.

## Systematik
Der Rote Zahntrost (Odontites vulgaris Moench) hat folgende Synonyme: Euphrasia odontites L., Euphrasia serotina Lam., Odontites serotinus (Lam.) Dum., Odontites ruber (Baumg.) Opiz
Man kann folgende Unterarten unterscheiden:
- Odontites vulgaris Moench subsp. vulgaris: Sie kommt in Eurasien vor, fehlt aber im nördlichen Afrika. In Nordamerika ist sie ein Neophyt.
- Odontites vulgaris subsp. himalayicus (Pennell) Bolliger (Syn.: Odontites himalayicus Pennell): Sie kommt in Afghanistan und in Kaschmir vor.
- Odontites vulgaris subsp. mesatlanticus (Emb. & Maire) Bolliger  (Syn.: Odontites mesatlanticus Emb. & Maire): Sie kommt im Mittleren Atlas von Marokko vor.
- Odontites vulgaris subsp. siculus (Guss.) Bolliger (Syn.: Euphrasia serotina var. sicula Guss.): Sie kommt in Sizilien, in Albanien und im nördlichen Griechenland vor.

## Trivialnamen
Für den Roten Zahntrost bestehen bzw. bestanden auch die weiteren deutschsprachigen Trivialnamen: brauner Augentrost, roter Augentrost, Kleinheide (Oldenbrok), wild Tag und Nacht (Schlesien), Waldhirschen und Zahntrost (Schweiz, Schlesien).